# Gran Incendio de Baltimore

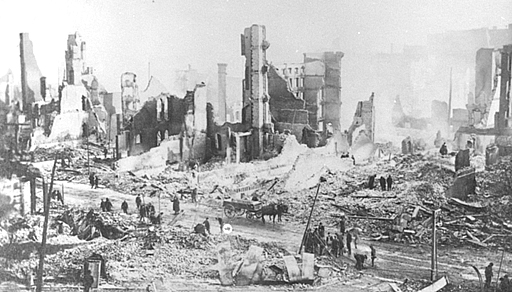
Las secuelas del incendio

El Gran Incendio de Baltimore se desató en Baltimore, Maryland, desde el domingo 7 de febrero hasta el lunes 8 de febrero de 1904. Más de 1500 edificios fueron arrasados por completo y alrededor de 1000 sufrieron daños graves, lo que resultó en daños a la propiedad por valor de unos 100 millones de dólares que resultaron en la desastre. 1,231 bomberos ayudaron a controlar el incendio, tanto de compañías profesionales de camiones y motores pagadas por el Departamento de Bomberos Municipal de Baltimore (BCFD) como voluntarios de los condados circundantes y ciudades periféricas de Maryland, así como unidades fuera del estado. Llegada a los principales ferrocarriles. Destruyó gran parte del centro de Baltimore, incluidos más de 1500 edificios que cubrían aproximadamente 140 acres (56,7 ha).
Desde North Howard Street al oeste y suroeste, las llamas se extendieron hacia el norte a través del área comercial minorista hasta Fayette Street y, impulsadas por los vientos predominantes, comenzaron a desplazarse hacia el este. El incendio pasó por poco el nuevo Palacio de Justicia del Condado de 1900 (ahora el Palacio de Justicia de Clarence M. Mitchell, Jr.), y superó la histórica Battle Monument Square de 1815-1827 en North Calvert Street y el ayuntamiento de Baltimore del siglo (1875) a North Calvert road vacaciones; y finalmente se extendió más hacia el este hasta  Jones Falls Creek, que separaba el distrito comercial del centro de los antiguos vecindarios residenciales que alguna vez fueron estrechos de East Baltimore, de Jonestown (también conocido como Old Town) y la nueva "Little Italy". Una amplia racha de fuego quemó los muelles y rompeolas en el lado norte de la antigua "cuenca" (ahora "Puerto Interior") del Brazo Noroeste de Puerto de Baltimore y el río Patapsco en Pratt Street.
El incendio que tuvo lugar en Baltimore ha sido clasificado como el tercer peor incendio en una ciudad estadounidense en términos históricos, después del Gran Incendio de Chicago en 1871 y el terremoto e incendio de San Francisco en 1906. Además, ha habido otros desastres urbanos importantes, como el huracán de Galveston en 1900 y el huracán Katrina en 2005. El incendio duró mucho tiempo debido a la falta de estándares nacionales en el equipo de extinción de incendios. A pesar de que los bomberos de ciudades cercanas respondieron con equipos primitivos, muchos no pudieron ayudar debido a que sus acoplamientos de manguera no eran compatibles con las bocas de incendio de Baltimore. Los equipos que se usaban en ese momento eran arrastrados por caballos y transportados en vagones planos y vagones ferroviarios.
Gran parte del área destruida fue reconstruida en un tiempo relativamente corto, y la ciudad adoptó un código de construcción, enfatizando los materiales ignífugos. Quizás el mayor legado del incendio fue el ímpetu que dio a los esfuerzos por estandarizar los equipos de extinción de incendios en los Estados Unidos, especialmente los acoplamientos de mangueras.

## Antecedente
En los siglos pasados, los incendios asolaban regularmente las ciudades, destruyendo con frecuencia grandes áreas en su interior. Cerrar viviendas; códigos de construcción laxos, no aplicados o inexistentes; y una escasez generalizada de servicios de extinción de incendios fueron factores que contribuyeron a la frecuencia y extensión de los incendios urbanos. La rápida expansión de las ciudades estadounidenses durante el siglo XIX también contribuyó al peligro.[cita requerida]
Además, las prácticas y el equipo de extinción de incendios no estaban estandarizados en gran medida, y cada ciudad tenía su propio sistema. Con el paso del tiempo, estas ciudades invirtieron más en los sistemas que ya tenían, aumentando los costos de cualquier conversión. Además, los primeros equipos solían ser patentados por su fabricante. Para 1903, existían en los Estados Unidos más de 600 tamaños y variaciones de acoplamientos de mangueras contra incendios. A pesar de los esfuerzos por establecer estándares que se realizaron desde la década de 1870, tuvieron poco efecto: ninguna ciudad quería abandonar su sistema, pocas veían alguna razón para adoptar estándares y los fabricantes de equipos no querían competencia.

## Progresión del fuego

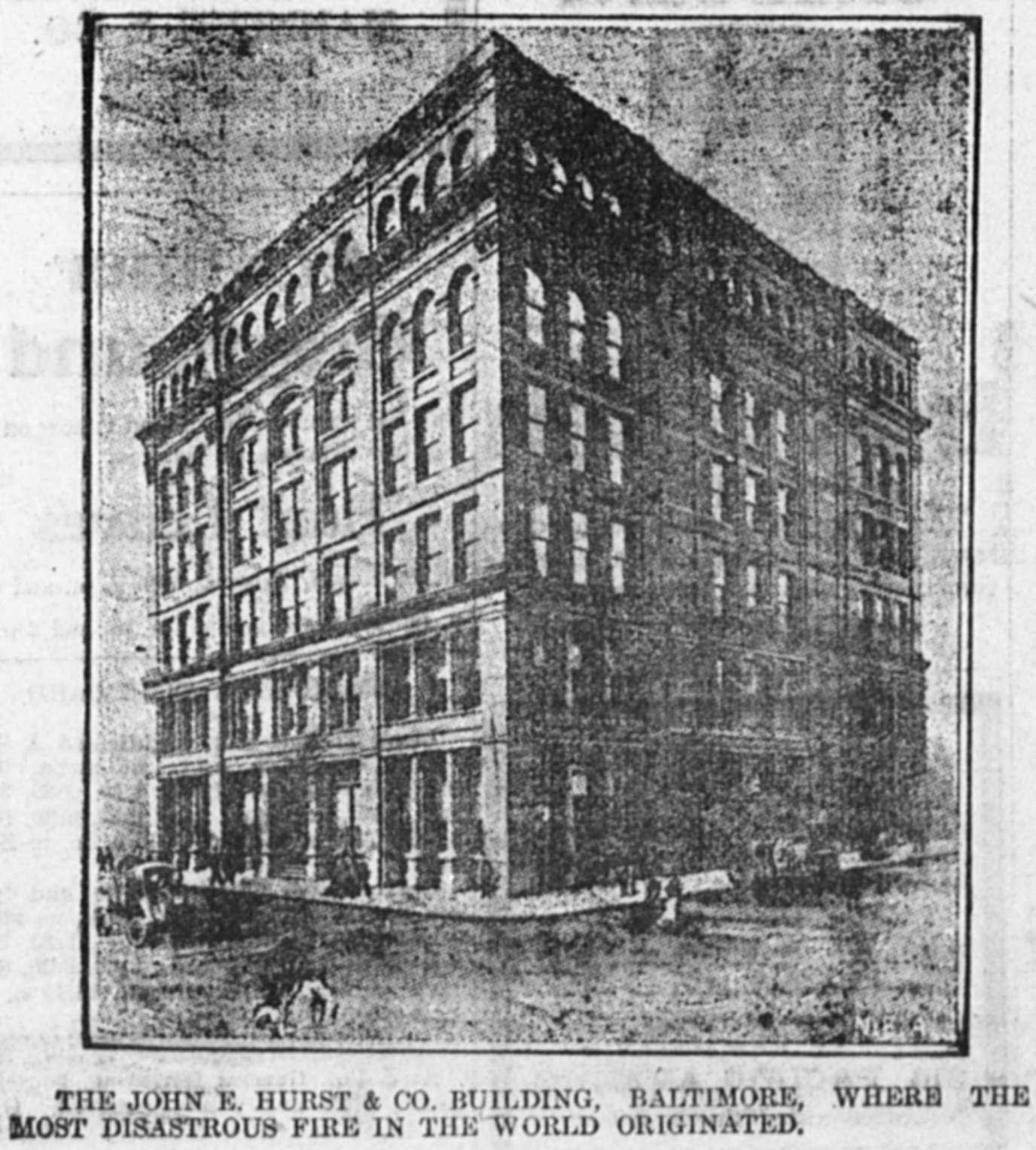
Edificio John E. Hurst, lugar del estallido del incendio

El incendio se informó primero en el edificio John Hurst and Company en West German Street en Hopkins Place (sitio moderno en la esquina suroeste del Centro Cívico de Baltimore de 1962, actualmente el Royal Farms Arena) en la parte occidental del centro de Baltimore a las 10:48 am el domingo 7 de febrero y se extendió rápidamente. Pronto, se hizo evidente que el fuego estaba superando la capacidad de los recursos de extinción de incendios de la ciudad para combatirlo, y se telegrafiaron llamadas de ayuda a otras ciudades. A la 1:30 pm, unidades de Washington D. C. llegaban por el Ferrocarril de Baltimore y Ohio a la estación de Camden Street. Para detener el fuego, los funcionarios decidieron utilizar un cortafuegos y dinamitar los edificios alrededor del incendio existente. Esta táctica, sin embargo, resultó infructuosa no hasta las 5:00 pm. Al día siguiente se controló el fuego, después de arder durante treinta horas.
Una de las razones de la duración del incendio fue la falta de estándares nacionales en equipos de extinción de incendios. Equipos de bomberos y camiones de bomberos llegaron desde lugares tan lejanos como Filadelfia y Washington ese día (las unidades de la ciudad de Nueva York fueron bloqueadas por un accidente de tren; llegaron al día siguiente, lunes 8 de febrero). Las tripulaciones trajeron su propio equipo. La mayoría solo pudo mirar con impotencia después de descubrir que sus mangueras no podían conectarse a los hidrantes de agua del tamaño de calibre de Baltimore, aunque un taller mecánico en el área de Locust Point de la ciudad comenzó a fabricar anillos de acoplamiento para superar este problema. Los fuertes vientos y las temperaturas bajo cero contribuyeron aún más a la extensión del incendio y las dificultades de los bomberos. Como resultado, el fuego duró más de 30 horas y destruyó 1545 edificios en 70 manzanas de la ciudad, lo que representa más de 140 acres (56,7 ha).
Si bien Baltimore fue criticado por sus hidrantes, este problema no era únicamente suyo. Durante esa época, las ciudades estadounidenses tenían más de seiscientos tamaños y variaciones diferentes de acoplamientos de mangueras contra incendios". Cuando los bomberos externos regresaron a sus ciudades de origen, los periódicos publicaron entrevistas que condenaron a Baltimore y exageraron la respuesta de los locales durante la crisis.[¿quién?]  Además, muchos periódicos publicaron relatos de viajeros que, en realidad, solo habían visto el fuego cuando sus trenes pasaban por Baltimore. Sin embargo, las agencias de respuesta y su equipo resultaron útiles, ya que las mangueras desacoplables solo representaron una pequeña parte del equipo transportado. En última instancia, la tragedia condujo a la estandarización de los hidrantes en todo el país.
Además de los bomberos, durante el incendio se utilizaron agentes de policía externos, así como la Guardia Nacional de Maryland y la Brigada Naval, para mantener el orden y proteger la ciudad. La policía y los soldados no solo mantuvieron alejados a los saqueadores, sino que también impidieron que los civiles interfirieran inadvertidamente en los esfuerzos de extinción de incendios. La Brigada Naval aseguró el paseo marítimo y las vías fluviales para mantener alejados a los espectadores. Oficiales de Filadelfia y Nueva York también ayudaron al Departamento de Policía de la Ciudad.
Thomas Albert Lurz (n. El 9 de enero de 1874), nativo de Baltimore y cartero de la Oficina de Correos de EE. UU., rescató toneladas de correo de la Oficina Central de Correos en llamas en el lado este de Battle Monument Square, en North Calvert Street, entre East Lexington y Fayette Streets Lurz reunió a un grupo de hombres que cargaron bolsas de correo en carretas tiradas por caballos, las llevaron a las avenidas North y Pensilvania y montaron guardia hasta que llegó la Guardia Nacional de Maryland (por lo que más tarde recibió un elogio).[cita requerida] Mientras tanto, de vuelta en la Oficina General de Correos, los empleados siguieron rociando agua en los costados y el techo del edificio y pudieron minimizar el daño y salvar el edificio del Renacimiento italiano de 1889 con sus nueve torres y la torre central del reloj alto (luego demolido y reemplazado por el edificio actual de 1932, más tarde convertido al uso de la ciudad como Courthouse East).

## Consecuencia
Como consecuencia, 35.000 personas quedaron desempleadas. Se causaron daños por valor de más de $150 millones (en 1904 USD), que es aproximadamente $3.84 mil millones en dólares de 2014.
Inmediatamente después del incendio, The Baltimore News citó al alcalde Robert McLane: "Suponer que el espíritu de nuestra gente no estará a la altura de las circunstancias es suponer que nuestra gente no son auténticos estadounidenses. Haremos del incendio de 1904 un hito no de decadencia sino de progreso". McLane luego rechazó la asistencia: "Como jefe de este municipio, no puedo evitar sentirme gratificado por la simpatía y las ofertas de asistencia práctica que se nos han presentado. A ellos les he respondido en términos generales: 'Baltimore se encargará de sí mismo, gracias'".
Dos años después, el 10 de septiembre de 1906, The Sun informó que la ciudad había resurgido de las cenizas y que "uno de los grandes desastres de la época moderna se había convertido en una bendición".

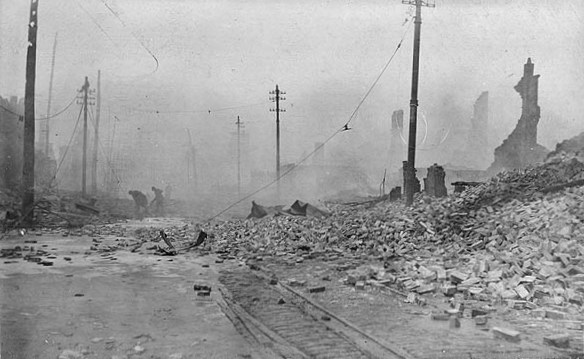
Gran incendio de Baltimore de 1904, mirando hacia el oeste desde East Pratt y North Gay Streets

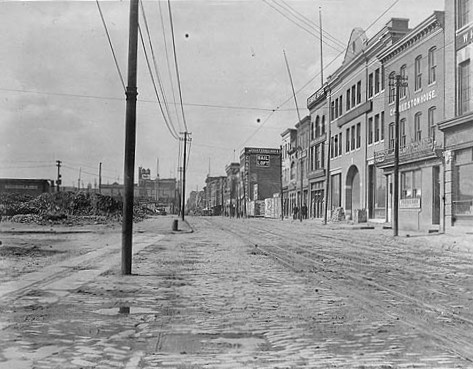
Misma vista en 1906, 2 años después del incendio

La mayoría estuvo de acuerdo en que el Gran Incendio no causó directamente ninguna muerte. Una autobiografía escrita por Alice Mae Cawthorne habla de una pareja llamada Sr. y Sra. Chambre que perdió a sus hijas gemelas en el incendio de Baltimore. También hay informes de un comerciante que sufrió un ataque al corazón mientras evacuaba mercancías de su tienda. Puede ser que las muertes no se registraron con precisión. En 1907, se colocó un marcador histórico de bronce que conmemoraba "El Gran Incendio" junto a la entrada principal occidental del "Mercado Mayorista de Pescado" (ahora el museo infantil Port Discovery ), una de las tres nuevas estructuras contiguas del Mercado Central que reemplazan al viejo segundo quemado. Center Market" y el Instituto de Maryland de 1851. Desde finales de la década de 1980, la estructura pasó a llamarse museo infantil Port Discovery. Esta importante tablilla conmemorativa dice "Vidas perdidas: ninguna". Sin embargo, una historia periodística recientemente redescubierta de The Sun cuenta que los restos carbonizados de un "hombre de color " fueron sacados, casi dos semanas después del incendio, de la dársena del puerto, cerca del moderno área de Inner Harbor USS Constellation Dock (antiguo Muelle 2).
Cinco vidas perdidas se atribuyeron indirectamente al incendio. Dos miembros del 4.º Regimiento de la Guardia Nacional de Maryland, el soldado raso John Undutch de la Compañía 'F' y el segundo teniente John V. Richardson de la Compañía 'E', se enfermaron y murieron de neumonía. El bombero Mark Kelly y el teniente de bomberos John A. McKnew también murieron de neumonía y tuberculosis debido a la exposición durante el Gran Incendio. Martin Mullin, el propietario del Mullin's Hotel (en la esquina noroeste de las calles West Baltimore y North Liberty, arriba de Hopkins Place), una cuadra al norte del edificio John E. Hurst, donde comenzó el incendio, también murió más tarde.
Algunos de sus contemporáneos también atribuyeron la muerte misteriosa y repentina del alcalde McLane más tarde ese año, declarada suicidio, al estrés de la reconstrucción posterior al incendio.

## Legado
Como resultado del incendio, Baltimore finalmente adoptó un código de construcción de la ciudad después de diecisiete noches de audiencias y múltiples revisiones del Concejo Municipal. El "Distrito Quemado" del centro de la ciudad se reconstruyó utilizando más materiales ignífugos, como adoquines de granito.[cita requerida] La presión pública, junto con las demandas de las compañías que aseguran los edificios recién reconstruidos, estimularon el esfuerzo.
La Asociación Nacional de Protección contra Incendios adoptó una norma nacional para bocas de incendios y conexiones de mangueras. Sin embargo, la inercia se mantuvo. La conversión fue lenta y aún permanece incompleta. Cien años después del Incendio de Baltimore, se informó que solo 18 de las 48 ciudades estadounidenses más pobladas tenían bocas de incendio estándar a nivel nacional. La incompatibilidad de mangueras contribuyó a la tormenta de fuego de Oakland de 1991: aunque el acoplamiento de manguera estándar tiene 2,5 pulgadas (63,5 mm) de diámetro, los hidrantes de Oakland tenían 3 pulgadas (76,2 mm) acoplamientos.
HL Mencken, futuro columnista/comentarista/autor y lingüista famoso, sobrevivió al incendio al comienzo de su floreciente carrera periodística y literaria, pero las oficinas de su periódico, el Baltimore Herald (en la esquina noroeste de las calles St. Paul y East Fayette), fueron destruidos en el borde norte del "Distrito Quemado". Mencken relató el incendio y sus secuelas cerca del final del segundo volumen de su trilogía autobiográfica, Newspaper Days: 1899-1906, publicado en 1941, "Cuando salí por fin era un hombre asentado y, de hecho, casi de mediana edad, destrozado por la responsabilidad y adolorido en todos los tendones, pero entré en eso como un niño, y fue el gas caliente de la juventud lo que me mantuvo en marcha".
The Herald imprimió una edición la primera noche del incendio en la prensa de The Washington Post, a cambio de proporcionar fotografías a The Post, pero no pudo continuar con este arreglo debido a un acuerdo de larga data entre The Washington Post y Baltimore Evening News. Durante las siguientes cinco semanas, The Herald se imprimió todas las noches en la rotativa del Philadelphia Evening Telegraph y se transportó 100 millas (160,9 km) a Baltimore en un tren especial, proporcionado sin cargo por el Ferrocarril B&O. El incendio también devastó los otros periódicos importantes de la ciudad, incluido The Sun con su famoso "Iron Building", considerado el precursor de los modernos rascacielos de acero, construido en 1851 en East Baltimore Street. Al otro lado de la intersección de South Street-Guilford Avenue estaba la sede editorial del Baltimore Evening News, fundada en 1871 y construida en 1873 con su techo abuhardillado y su torre de reloj en la esquina. La publicación de noticias más antigua de Baltimore, The Baltimore American (que data de 1773 o 1796 según varios relatos y es propiedad y está publicada por el titán cívico local, el general Félix Agnus), también fue incendiada en sus oficinas y obligada a imprimir documentos fuera de la ciudad y enviado de regreso en tren.
La "Asociación Box 414", que ha asistido al Departamento de Bomberos de la Ciudad de Baltimore durante muchos años, actúa como una Cruz Roja Estadounidense local, o una Organización de Servicios Unidos (USO) militar, que envía refrigerios y camiones de descanso a los sitios de las principales alarmas y eventos fuegos para proporcionar a los bomberos exhaustos algo de consuelo y refrigerios. Lleva el nombre de la primera caja de alarma que se activó en la mañana del domingo 7 de febrero de 1904.
El BCFD conmemora el incendio anualmente en la estatua de bronce de un bombero en la antigua sede del Departamento, frente al Ayuntamiento, el Edificio War Memorial y la amplia plaza ceremonial entre las calles East Lexington y North Gay. Las celebraciones también se llevan a cabo en la esquina de la calle más cercana a los comienzos del Gran Incendio en las calles South Howard y West Lombard junto al antiguo Civic Center/Arena. La Sociedad Histórica de Maryland conmemoró el centenario del incendio en 2004 con un sitio web, dos libros y varios eventos, conferencias y recorridos a través de los auspicios del Museo de Bomberos de Maryland en York Road en Lutherville-Timonium-Cockeysville en el condado de Baltimore. Durante el mes se publicaron varias historias conmemorativas y secciones especiales en el único diario que queda de Baltimore, The Baltimore Sun, y en las cuatro estaciones de televisión locales y varios documentales y entrevistas/programas de debate en la estación de la red de radio pública (NPR) de la ciudad, WYPR- FM, también conmemoró el hecho.
La canción popular "Baltimore Fire" de Charlie Poole y los North Carolina Ramblers, grabada en Columbia Records (15509-D, 6 de mayo de 1929) también conmemora el evento.
¡Fuego!, ¡fuego!, escuché el grito
De cada brisa que pasa
Todo el mundo era un triste grito de piedad
Hombres fuertes en angustia oraron
Llamando a los cielos por ayuda
Mientras el fuego en ruinas fue puesto
Fair Baltimore, la hermosa ciudad
Más recientemente, la banda de rock con sede en Baltimore J. Roddy Walston and the Business recordó el incendio en "Nineteen Ought Four", en su álbum Hail Mega Boys.